# Окша (Любуське воєводство)
Окша (пол. Oksza, нім. Woxholländer) — село в Польщі, у гміні Вітниця Ґожовського повіту Любуського воєводства.
Населення — 56 осіб (2011).
У 1975-1998 роках село належало до Гожовського воєводства.

## Демографія
Демографічна структура станом на 31 березня 2011 року:
|          | Загалом | Допрацездатний вік | Працездатний вік | Постпрацездатний вік |
| -------- | ------- | ------------------ | ---------------- | -------------------- |
| Чоловіки | 27      | 9                  | 18               | 0                    |
| Жінки    | 29      | 9                  | 11               | 9                    |
| Разом    | 56      | 18                 | 29               | 9                    |